# Schenkelia
Schenkelia là một chi nhện trong họ Salticidae.